# Der Esel und der Hund

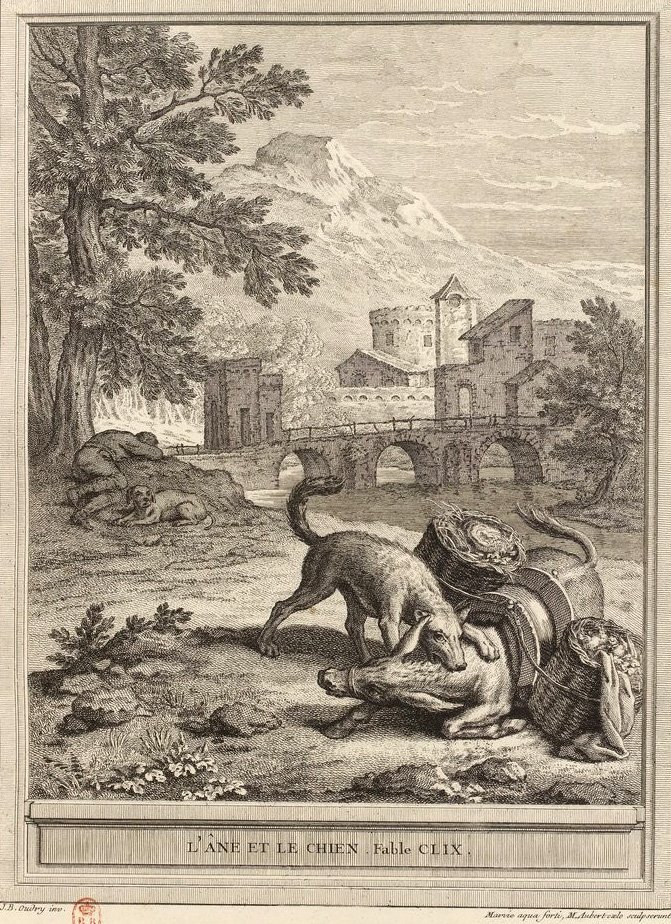
L’âne et le chien

Der Esel und der Hund (französisch L’Âne et le Chien) ist die 17. Fabel aus dem achten Buch der Sammlung Fables Choisies, Mises En Vers von Jean de La Fontaine.
Die Fabel beginnt und endet mit dem Lehrsatz, dass man einander helfen soll. Sie berichtet von einem Hund und einem Esel, die dem gleichen Herrn dienten. Auf einer langen Reise machten alle drei Rast, weil der Herr müde war und sich zum Schlafen auf eine Wiese legte. Da die Tiere beide hungrig waren, bat der Hund den Esel, der den Proviant auf dem Rücken trug, sich zu bücken, sodass er sich etwas zu fressen aus dem Korb holen könne. Der Esel aber begann unbekümmert Gras zu fressen, dann riet er dem Hund sich zu gedulden, bis der Herr aufwachte und ihm sein Futter gab. Als kurz danach ein Wolf auftauchte, flehte der Esel den Hund an, ihn vor dem Wolf zu beschützen. Der Hund blieb aber unbewegt auf seinem Platze liegen und riet dem Esel zu fliehen oder dem Wolf die Kinnlade mit den Hufen einzuschlagen. Noch während der Hund den Esel beriet, fiel dieser dem Wolf zur Beute.
Diese Fabel zeigt die wahre Schuld des Esels, der auf die berechtigte Bitte des Hundes gegen das Gesetz der gegenseitigen Hilfe verstößt. La Fontaine signalisiert am Beispiel des hungrigen Hundes, dass der egoistische Esel sein Schicksal verdiente.